# Бад-Бергцаберн
Бад-Бергцаберн (нім. Bad Bergzabern) — місто в Німеччині, розташоване в землі Рейнланд-Пфальц. Входить до складу району Південний Вайнштрассе. Центр об'єднання громад Бад-Бергцаберн.
Площа — 10,71 км2. Населення становить 8271 ос. (станом на 31 грудня 2020).

## Галерея

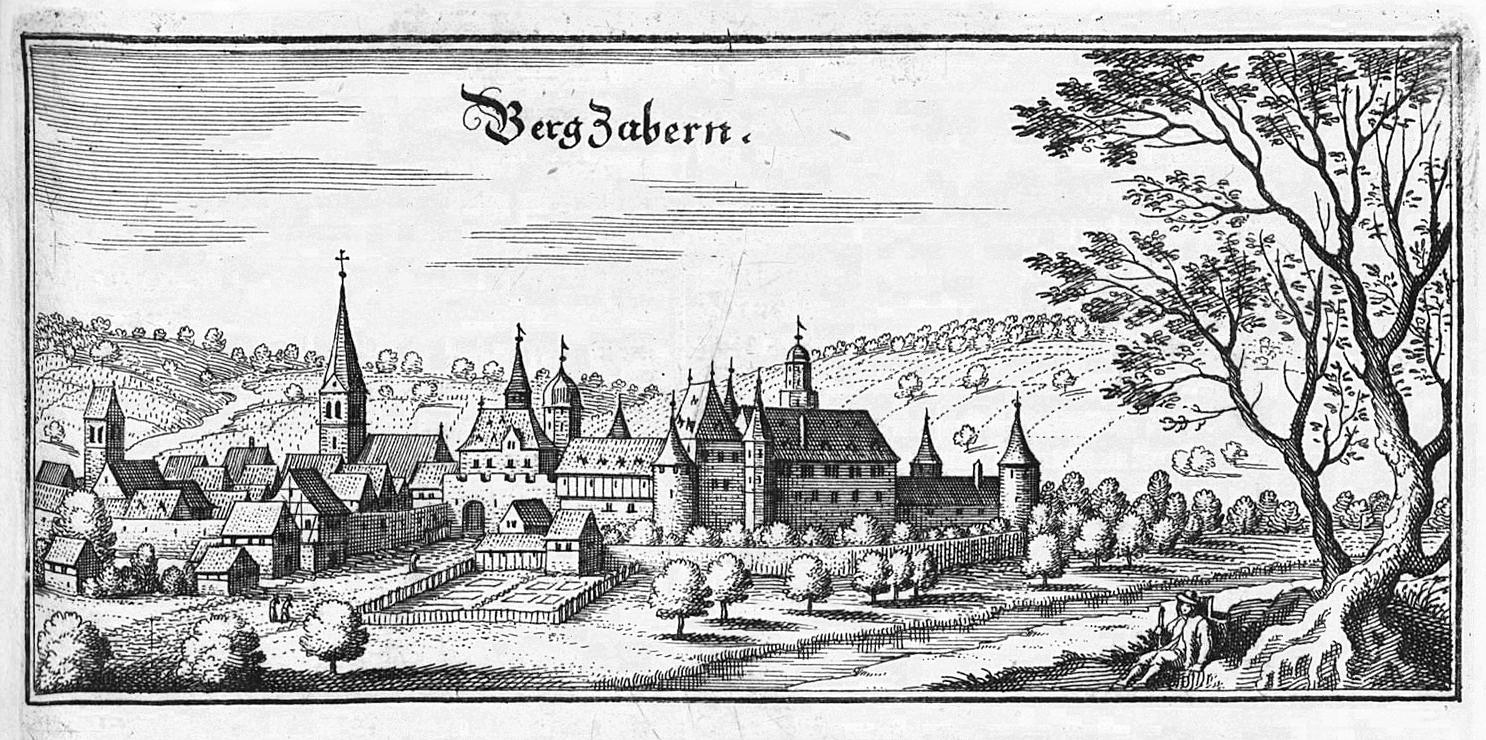
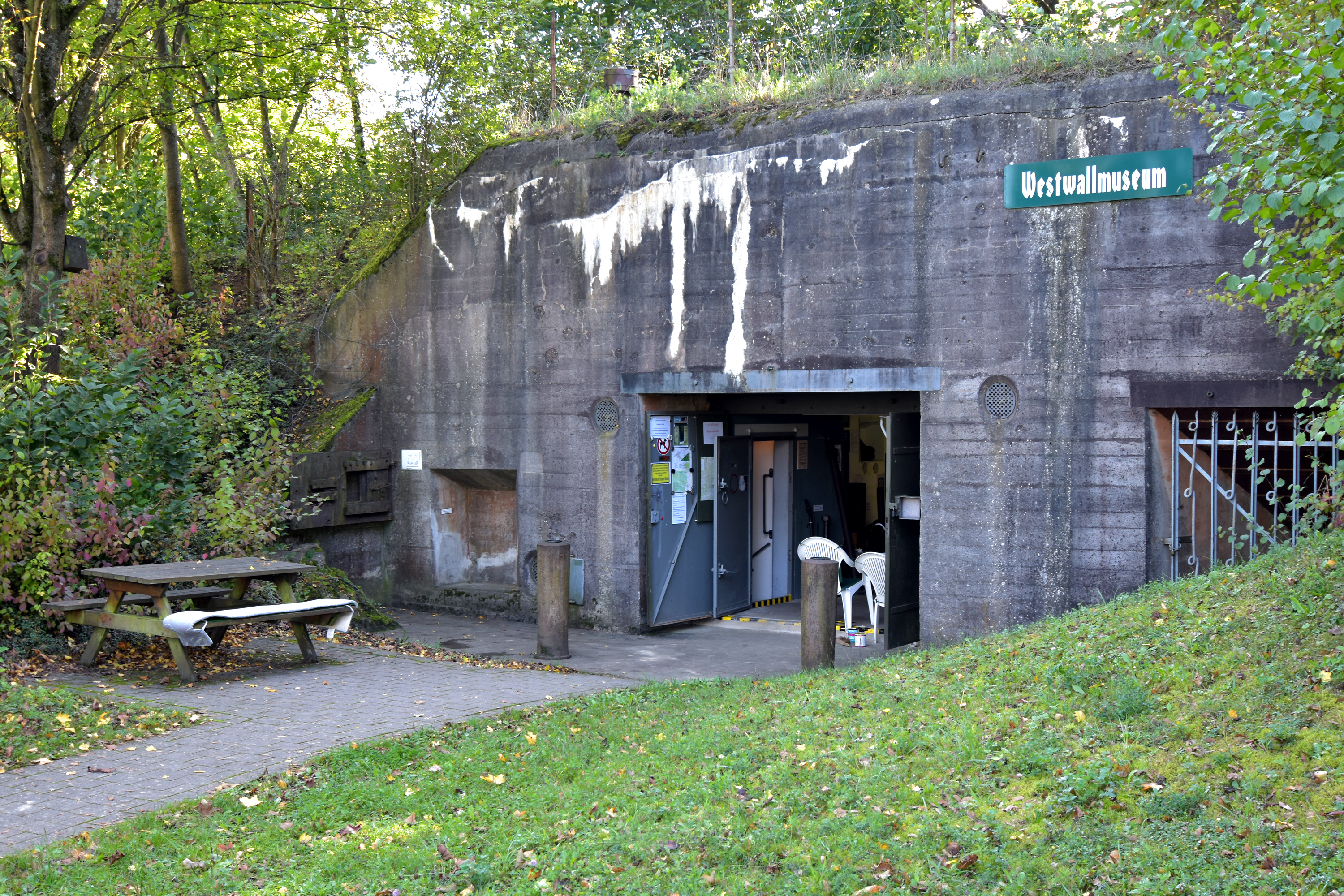
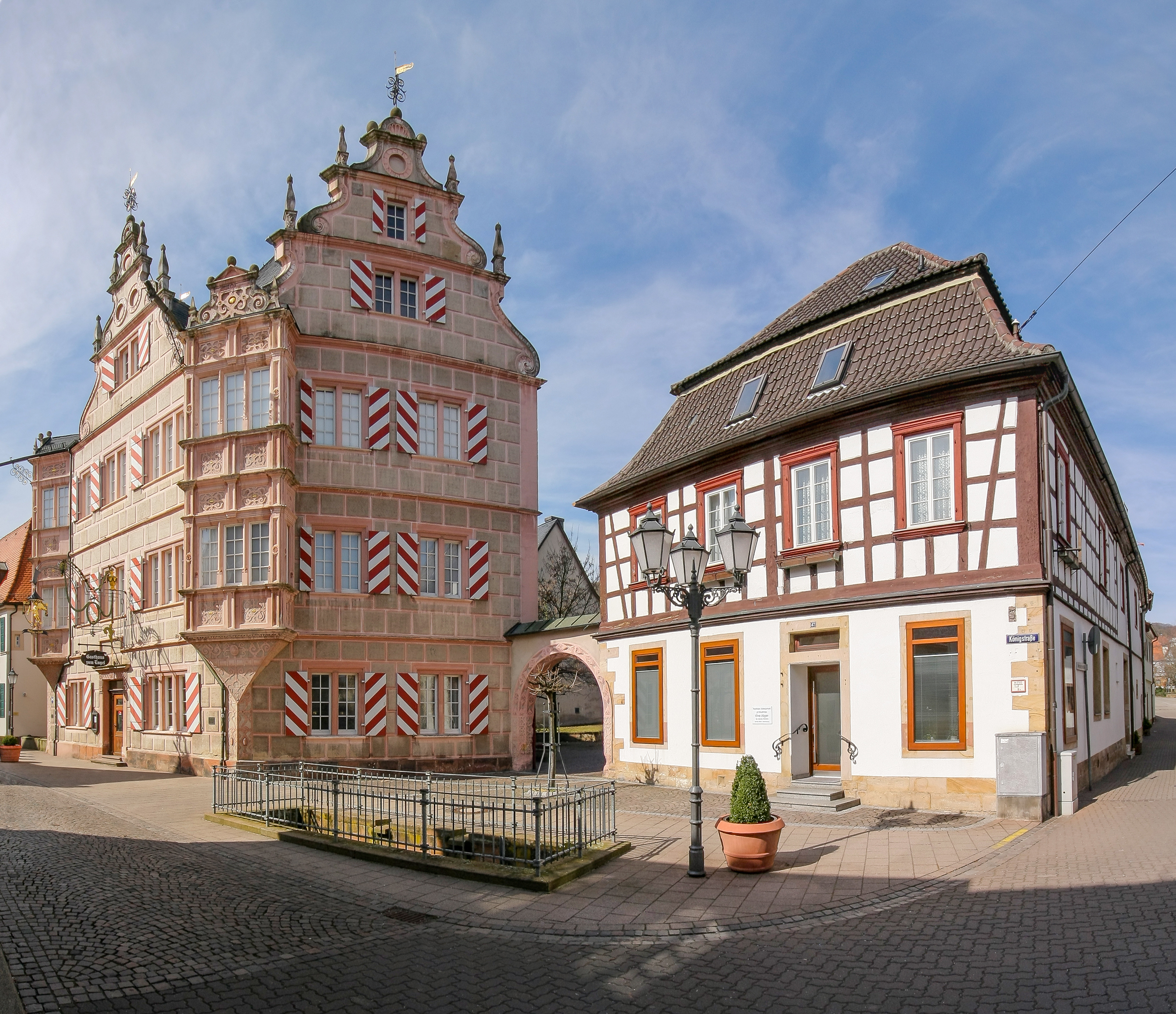
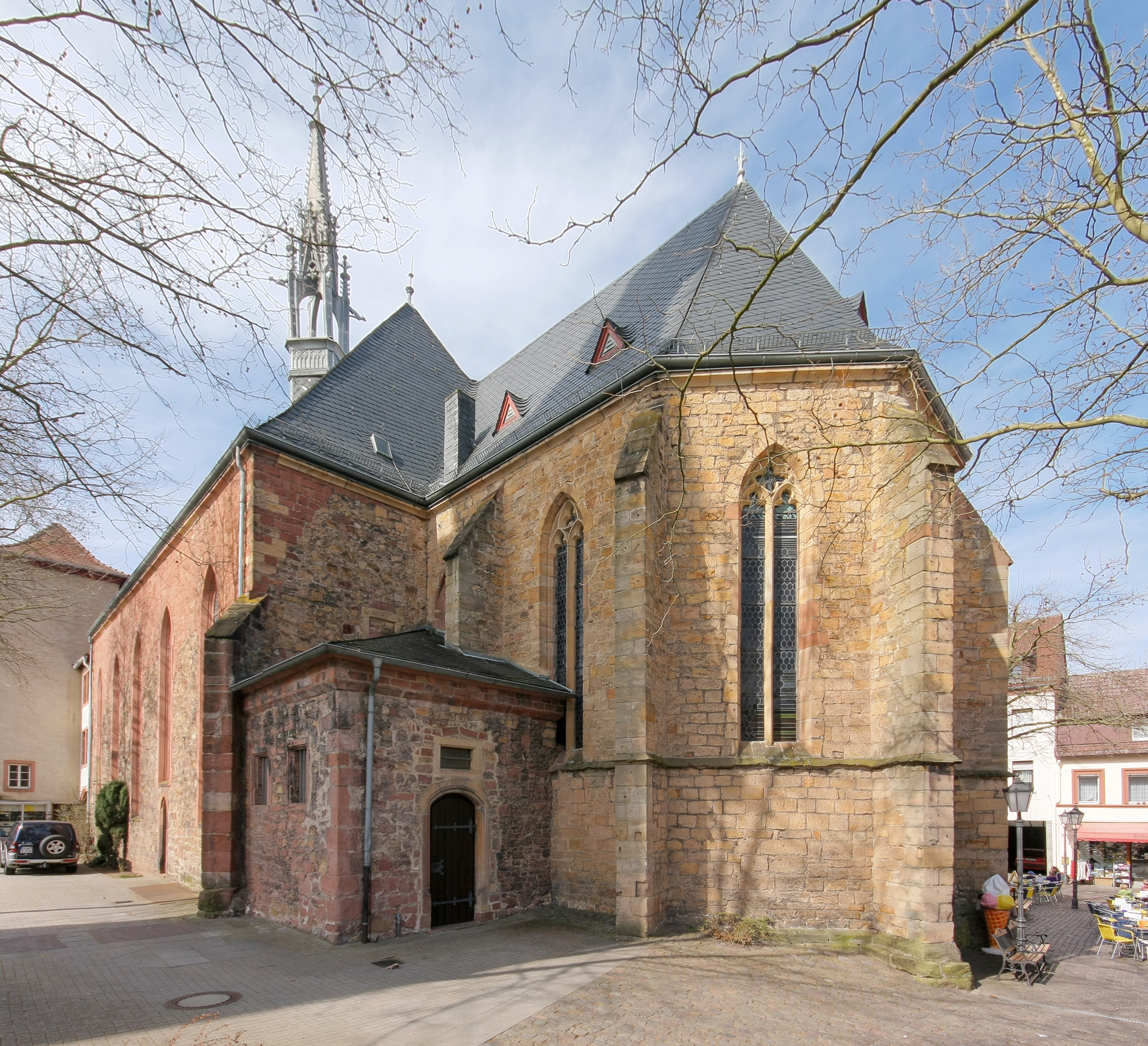
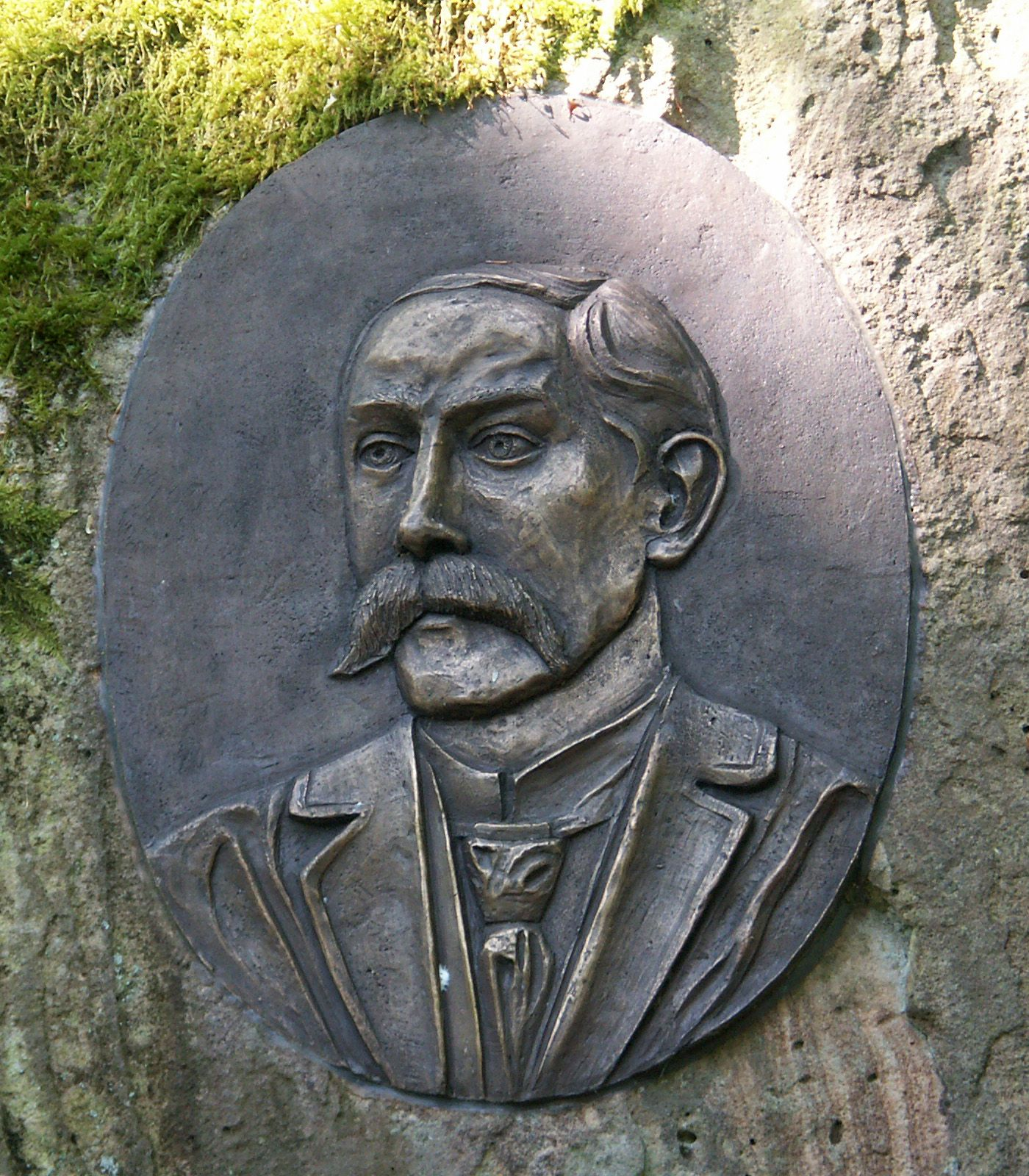

## Уродженці
- Курт Бек (5 лютого 1949) — німецький політик, колишній голова СДПН (2006–2008).